# اصلاح نباتات زراعی
اصلاح نباتات زراعی کتابی از بهمن یزدی صمدی، سیروس عبدمیشانی است که در سال ۱۳۷۰ منتشر و در مراسم کتاب سال جمهوری اسلامی ایران به‌عنوان کتاب برگزیده معرفی شد.